# Mateřská kapacita
Mateřská kapacita je patnáctý díl druhé řady amerického televizního seriálu Teorie velkého třesku. V této epizodě hostuje Christine Baranski. Režisérem epizody je Mark Cendrowski.

## Děj
Leonard má obavy z příjezdu své matky Beverly (Christine Baranski), renomované dětské psycholožky a neurobioložky, se kterou nikdy moc nevycházel. Beverly se potká na chodbě v přízemí s Penny, se kterou jde schodů za Leonardem a v průběhu cesty s ní analyzuje její dětství. Uplakaná Penny Leonardovi oznámí, že matka přijela. Sheldon je naopak z Beverly nadšený, neboť co do povahy a chování jsou jeden jako druhý. Leonard svou matku představí i Howardovi s Rajem, které zanalyzuje jako skrývaný homosexuální pár (na což přijde díky tomu, že Howard stále bydlí s matkou a Raj není schopen mluvit se ženami). Leonard se pak navzájem podpoří s Penny, se kterou si vypráví o vzájemných neveselých zkušenostech z dětství. Oba se opijí a skončí v posteli. Celou situaci ale Leonard zničí psychologickou teorií o tom, že měl vlastně právě sex s "celý život chybějící matkou", zatímco Penny zase měla sex s "celý život chybějícím otcem". Vyděšená Penny vyhodí Leonarda z bytu. Druhý den se mu snaží omluvit, on ji ale nakonec přesvědčí o tom, že už nic takového rozebírat nebude.

## Obsazení
| Johnny Galecki     | Leonard Hofstadter |
| Jim Parsons        | Sheldon Cooper     |
| Kaley Cuoco        | Penny              |
| Simon Helberg      | Howard Wolowitz    |
| Kunal Nayyar       | Raj Koothrappali   |
| Christine Baranski | Beverly Hofstadter |